# Escuela de Madrid (fotografía)
La Escuela de Madrid fue un movimiento artístico fotográfico que se desarrolló durante la mitad del siglo XX como un intento de cambio en los modelos vigentes de la fotografía española.
En 1957 en el seno de la Real Sociedad Fotográfica de Madrid se crea un grupo de fotógrafos descontentos con los criterios fotográficos imperantes en la asociación y se autodenominan La Palangana,  eran: Francisco Ontañón, Joaquín Rubio Camín, Leonardo Cantero, Francisco "Paco" Gómez Martínez, Gabriel Cualladó y Ramón Masats. Este grupo posee una concepción de la fotografía como arte que se rebela contra el pictorialismo fotográfico imperante, fundamentándose en un neorrealismo fotográfico que ya se mostraba en ámbitos europeos y americanos.
Este grupo inicia junto al grupo AFAL, algunos miembros de la Agrupación Fotográfica de Cataluña y otros un movimiento de revaloración del reportaje fotográfico y de la fotografía social. Al poco tiempo Gerardo Vielba, Gonzalo Juanes, Rafael Romero y Juan Dolcet Santos se unieron al grupo conformando la que se denominó Escuela de Madrid. Poco después se produjo una reestructuración del grupo ya que Rubio Camín, Masats, Ontañon y Juanes dejan de asistir a las reuniones informales que realizaban, pero Fernando Gordillo, Carlos Hernández Corcho, Rafael Sanz Lobato, Sigfrido de Guzmán y Felipe Hernández Taradillo se unen al mismo.
Finalmente el grupo siguió funcionando hasta 1975 pero con seis miembros básicamente: Gerardo Vielba, Juan Dolcet, Leonardo Cantero , Francisco Gómez, Fernando Gordillo y Gabriel Cualladó. En 2006 se realizó una exposición retrospectiva en el Museo Municipal de Arte Contemporáneo de Madrid llamada Escuela de Madrid. Fotografía, 1950-1975.